# Le Moujik Maréï
Le Moujik Maréï (Мужик Марей) est une nouvelle de l'écrivain russe Fiodor Dostoïevski, publiée en janvier 1876 dans son Journal d'un écrivain.

## Éditions françaises
- Dernières Miniatures (cette édition regroupe les courts récits suivants : Bobok, Petites Images, Le Quémandeur, Petites Images (En voyage), Le Garçon "à la menotte" , Le Moujik Maréi, La Centenaire, Le Triton), traduites par André Markowicz, Arles, Éd. Actes Sud, Collection Babel, 2000.  (ISBN 2 7427 3106 7)